# Calle 5ª (Cali)

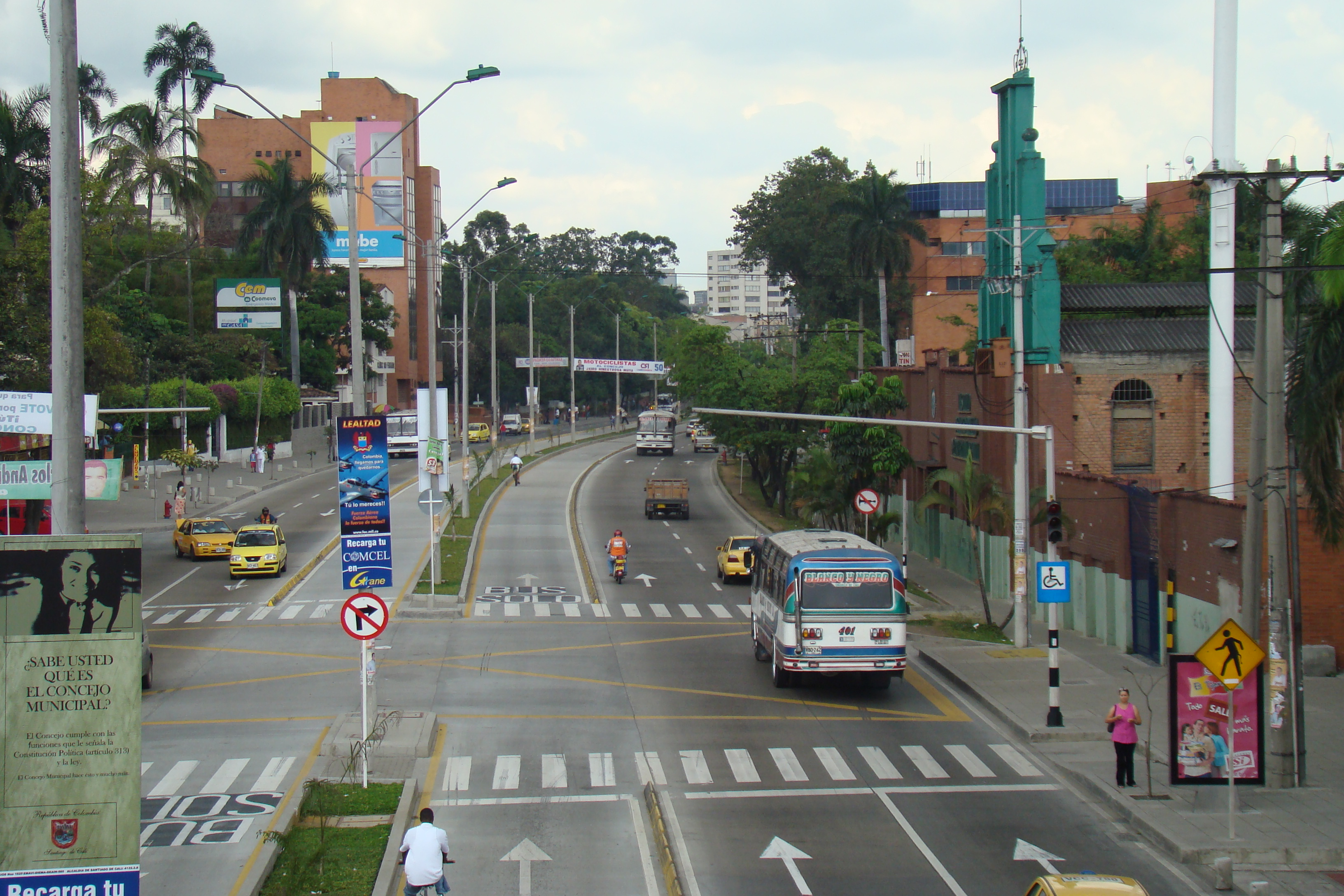
Calle quinta tras los trabajos del MIO.

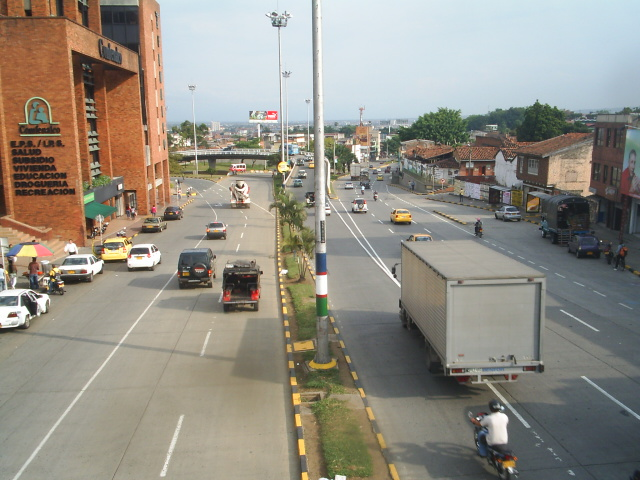
Vista de la Calle 5.ª a la altura de la carrera 5, sobre el puente de Comfenalco.

La Calle 5.ª o Calle quinta es quizás la vía más tradicional y emblemática de la ciudad de Cali  en  ámbitos históricos, culturales, y económicos; atraviesa la ciudad en sentido Noroccidente - Sur, a sus costados se encuentran ubicados algunos de los barrios tradicionales de la ciudad como son: El barrio San Antonio, el barrio San Fernando y el barrio San Bosco. La calle quinta es actualmente una de las troncales que conforman el sistema integrado de transporte masivo de Cali. Tiene una longitud de 9 kilómetros y se extiende desde la carrera primera o Avenida Colombia, hasta la carrera 100 frente al centro comercial Unicentro, al sur de la ciudad.

## Historia
En 1857 el Concejo de Cali expidió un decreto donde asignaba nombres a las calles de Cali, dándole así el nombre de Calle de la Pila del Crespo a la Calle 5.ª, pero debido al crecimiento de la ciudad se nombraron las calles y las carreras con números, decisión que se tomó el 26 de junio de 1878 y el bautizo de las calles de la ciudad se realizó el 1 de octubre de 1857 cambiando el nombre a la Calle 5.ª
Hacia los años 1950-1960, la ciudad de Cali tuvo una expansión urbana importante, tanto hacia el norte de la ciudad como hacia el sur. Hacia el norte, el «eje» del desarrollo fue la Avenida Sexta, mientras que hacia el sur lo fue la quinta. Justamente en esta época nacen algunos barrios populares e invasiones, tanto al occidente de la calle quinta, como entre la calle quinta y el ferrocarril, pero también barrios de clase media, clase media alta e incluso clase alta.  En los años 1970-1980, la calle quinta, con la llegada de grandes supermercados, se convierte en el «eje de la modernización» de la ciudad, superando a lo hecho en el norte una década atrás.

## Cultura
Entre 1988 y 1991 la calle quinta fue el lugar donde se celebró la Calle de la Feria, momento importante de la Feria de Cali.

## Sitios importantes que atraviesan por la vía

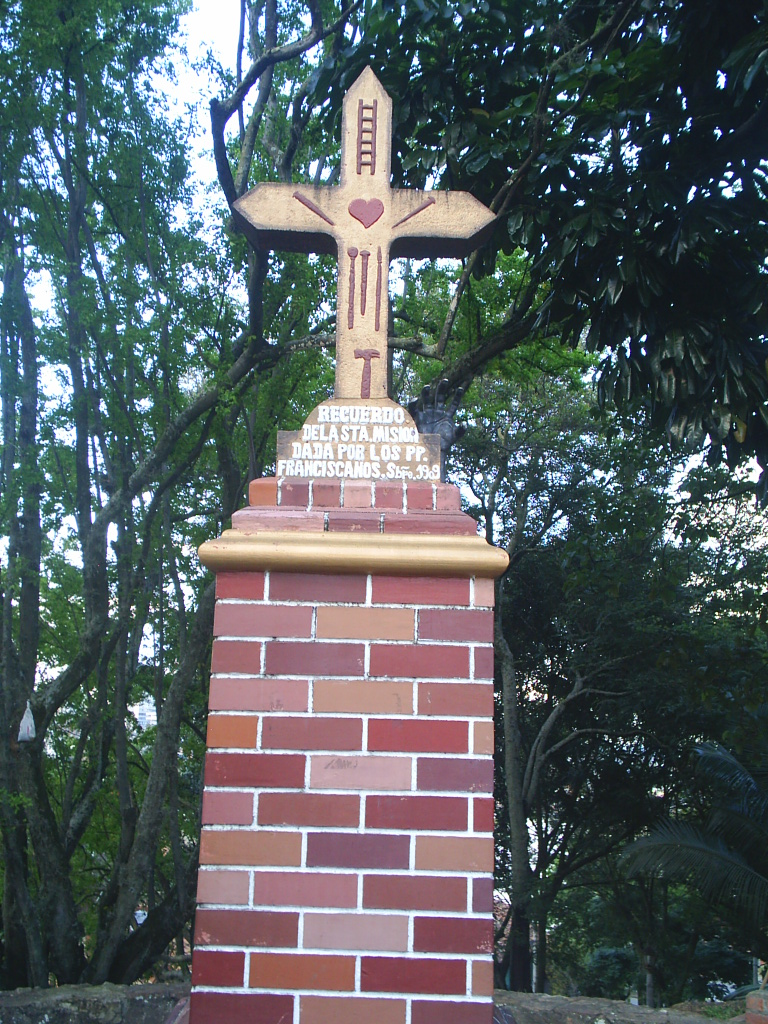
La Cruz y la Mano del Negro en el Parque Loma de la Cruz.

La calle quinta, además de ser una vía de alto tránsito vehicular, en ella se pueden encontrar algunos sitios importantes de la ciudad tales como:
- Sede Principal de Comfenalco Valle
- Pila del Crespo
- Salsotecas tradicionales
- Parque Artesanal Loma de la Cruz
- Colegio Santa Librada
- Parque de los Estudiantes
- Fundación Clínica Infantil Club Noel
- La Manzana del Saber, confomada por la Biblioteca Departamental Jorge Garcés Borrero y el Museo Departamental de Ciencias Naturales
- Templo de San Fernando Rey
- Parque Panamericano o Parque de las Banderas
- Hospital Universitario del Valle
- Antiguo Club San Fernando
- Cruz Roja Colombiana Seccional Valle
- Centro Médico Imbanaco
- Éxito San Fernando
- Telepacífico
- Ciudad Médica de Tequendama
- Centro Comercial Cosmocentro
- Unidad Deportiva Alberto Galindo
- Plaza de toros Cañaveralejo
- Universidad Santiago de Cali
- Centro Comercial Premier Limonar
- La 14 Limonar
- Hospital Psiquiátrico Universitario del Valle
- Tercera Brigada: Cantón Militar Pichincha
- Colegio Americano
- Colegio Lacordaire
- Centro Comercial Unicentro
- Club Campestre de Cali
- Holguines Trade Center